# Лосинка (приток Кети)
Лосинка — река в России, протекает по Енисейскому району Красноярского края. Устье реки находится в 1003 км по левому берегу реки Кеть. Длина реки составляет 21 км.

## Данные водного реестра
По данным государственного водного реестра России относится к Верхнеобскому бассейновому округу, водохозяйственный участок реки — Кеть, речной подбассейн реки — бассейн притоков (Верхней) Оби от Чулыма до Кети. Речной бассейн реки — (Верхняя) Обь до впадения Иртыша.